# Bala Ade Dauke
Bala Ade Dauke Gora (n. 4 ianuarie 1931, Kanai⁠(d), Kaduna de Sud, Nigeria – d. 1 ianuarie 2005) a fost primul șef de district indigen din Zaria de Sud și primul monarh al Căpeteniei Atyap, un stat tradițional nigerian din sudul statului Kaduna, Middle Belt⁠(d) (zona centrală din Nigeria). A fost cunoscut sub titlurile Kuyan Banan Zazzau și Agwatyab I.

## Date biografice
Tatăl lui Bala, Ade, și fratele mai mare al tatălui său, Dauke, locuiau împreună într-un complex și munceau în agricultură în Gan, Kanai (în hausa Gora), Atyapland. Unchiul său era șeful familiei (A̱tyoli), precum și capul satului (în tyap A̱gwam A̱keang, H. Dagachi) din Kanai, în calitate de administrator local, era răspunzător în fața șefului de district la sediul administrativ din orașul Zangon Kataf. Nu se cunoaște cu exactitate data de naștere lui Bala; el însuși a afirmat că s-ar fi născut în jur de 1935-1936 în autobiografia din cartea pe care a scris-o, intitulată Zangon Kataf: A Journey of a People. Totuși, pe mormântul său este scris că s-a născut pe 4 ianuarie 1931.
În 1942, Bala a fost înscris de unchiul său, Dauke, la școala primară Native Authority (NA), din Zonzon, pe care a urmat-o alături de fiul lui Dauke, Bako, vărul său primar. Bako, mai în vârstă decât Bala, a absolvit școala înaintea lui, apoi a continuat să îi învețe pe Bala și pe ceilalți băieți din casă, fiind unul dintre primii elevi ai școlii primare Zonzon NA. În 1946, a fost admis la Școala Gimnazială Zaria, acum Colegiul Alhudahuda, unde a studiat până în 1951, când a murit unchiul său, Dauke.

## Activitate
După Școala Gimnazială Zaria, la începutul anului 1951, Bala a solicitat imediat să se alăture Forțelor de Poliție din Nigeria. În așteptarea rezultatului, s-a angajat la librăria unei misiuni creștine Sudan Interior Mission (SIM), din orașul Jos. În cursul aceluiași an, i s-a aprobat cererea de a se alătura poliției și s-a înscris la Colegiul de Poliție din Kaduna, iar după absolvire a primit prima detașare la Kaduna Junction ca polițist și a doua detașare la sensul giratoriu din Kaduna în 1952.
S-a înscris la un curs Fresher în Kano ce trebuia să dureze între 1952 și 1953, însă, din cauza revoltei din Kano din 1953, nu a putut termina cursul de 6 luni, deoarece a fost detașat la locul crizei din Fage, Kano. Ulterior, a rămas funcționar la sectia de poliție, apoi a fost mutat la Departamentul de Investigatii Criminale.
Prima misiune a lui Bala a fost să recupereze un suspect criminal din Lagos, care, din păcate, a evadat pe drumul de întoarcere la Kaduna în timp ce se afla în custodia sa, în august 1955, ceea ce i-a cauzat probleme.
Bala a renunțat la slujba din Poliția nigeriană în februarie 1956 și s-a întors acasă în Gan, Kanai, alături de soția sa, Ladi, care a devenit în curând prima croitoreasă din Atyapland.
În 1958 a fost admis la Institutul de Administrație, Universitatea Ahmadu Bello din Zaria, pentru un program de șase luni de studii de secretariat, pe care l-a încheiat în 1959.
În ianuarie 1960 a început un curs pentru funcționari publici tot la Institutul de Administrație, iar după încheiere, a fost transferat la palatul emirului din Zaria (din Zangon Kataf) ca asistent.
În ultimul trimestru al anului 1961, a fost numit Ofițer de Asistență Socială al Autorității Native și a rămas în această funcție până în 1963, când a urmat cursul de Ofițer de Asistență Socială din Regiunea de Nord din Kaduna și a absolvit pe locul patru din 14 cursanți. Astfel, a câștigat o bursă pentru a studia psihologie și economie la Colegiul Harlech din Țara Galilor de Nord, Marea Britanie. Ajuns acolo, a fost trimis la East London College of Commerce pentru studii de completare, unde s-a înscris și la un curs de asistență socială. În 1965, s-a întors la Colegiul Harlech și a studiat sociologie.
În 1966 s-a întors acasă după expirarea bursei și i s-a aprobat o altă bursă pentru a-și încheia studiile. Pe 29 aprilie 1967 ar fi trebuit să plece spre Anglia, dar fusese nevoit să accepte funcția de șef de district (sau Hakimi ) pe 4 aprilie 1967, funcție pe care a exercitat-o începând cu data de 6 aprilie 1967.

## Viața personală
În 1948, Dauke s-a întâlnit cu Ladi, o prietenă cu care a corespondat în vremea când învăța la Școala Gimnazială Zaria. Cei doi s-au căsătorit pe 8 iulie 1952.

## Cariera politică și regalitatea
Bala s-a orientat spre politică după ce a părăsit Poliția din Nigeria, în ultima parte a anului 1956, datorită interesului său puternic pentru evoluțiile sociale, economice și politice ale poporului său, Atyab, dar și pentru întreaga Zaria de Sud.
În 1957 a devenit scrib pentru Consiliul din satul Atyap.
În 1959 s-a alăturat Congresului Poporului de Nord (NPC) după ce se ocupaseră toate locurile în Congresul Unit Middle Belt (UMBC), pentru a putea participa la alegerile pentru un loc în Camera Reprezentanților Regiunii de Nord din Kaduna, pentru districtul electoral Zangon Katab, dar a pierdut în fața unui alt membru al comunității Atyap (Katab/Kataf), Hon. Shekarau Kaah, care era și candidatul UMBC.
Pe 4 aprilie 1967, Bala Ade Dauke Gora a fost numit primul șef de district indigen din Zangon Katab și din întreaga Zaria de Sud, după respingerea lui John Sarki Tafida (Dan Galadima Zazzau și primul șef de district creștin din Zangon Katab din mai 1957 până în 1961), pe care elitele din Zaria de Sud l-au considerat non-indigen și, prin urmare, inapt pentru poziție din pricina originilor și rădăcinilor sale Hausa-Fulani în Autoritatea Nativă Zaria. Pe 6 aprilie 1967, și-a început munca în acestă funcție, iar când perioada de interimarat a expirat pe 28 septembrie, și-a asumat pe deplin poziția de șef de district, după încoronarea de la 1 octombrie 1967, prilej cu care și-a ales un titlu regal din Zaria, respectiv Kuyan Banan Zazzau.
A avut cea mai lungă domnie ca șef de district în Zangon Kataf și Kuyan Banan Zazzau, de 28 de ani (1967-1995), când oamenii Atyap, alături de oamenii Bajju, Gwong și Sanga au fost înlăturați oficial din Consiliul Emiratelor Zazzau (Zaria) de către guvernul militar al statului Kaduna, condus deLawal Jafaru Isa, atunci aflat la putere, moment în care a fost creată de mult așteptata funcție de căpetenie Atyap. Bala a devenit apoi Agwatyab sau Agwatyap (Șeful Atyap), primul indigen dintre toți.
Printre realizările sale ca șef de district, în 1975 Bala a sprijinit comunitatea Chawai (Tsam) pentru realizarea unui district, iar în 1990 comunitatea Bajju, astfel că, până în 1991, a reușit să creeze mai multe districte în Zangon Kataf.
În 2001, Bala, ca Agwatyab I din ținutul Atyab, a fost ridicat la rangul de șef de clasa a doua.

## Perioada de detenție
În contextul Crizelor din Zangon Kataf din 1992, din 6 februarie și 15 și 16 mai, cel puțin 21 de indigeni atyap au fost arestați și ținuți în detenție fără acuzații sau procese, în temeiul Decretului 2 din 1984, adoptat de guvernul militar nigerian. Bala Ade Dauke a fost arestat pe 21 mai 1992 și ulterior a fost pus alături de alți cinci și anume: general-maior Zamani Lekwot, ACP Juri Babang Ayok, maiorul John Atomic Kude, Dominic G. Yahaya (actualul Atyatyap) și Peter Lekwot. Împreună au format grupul de prizonieri din „Clasa Specială”. El a rămas în arest în perioada 21 mai 1992 - 9 octombrie 1993, când a fost eliberat.

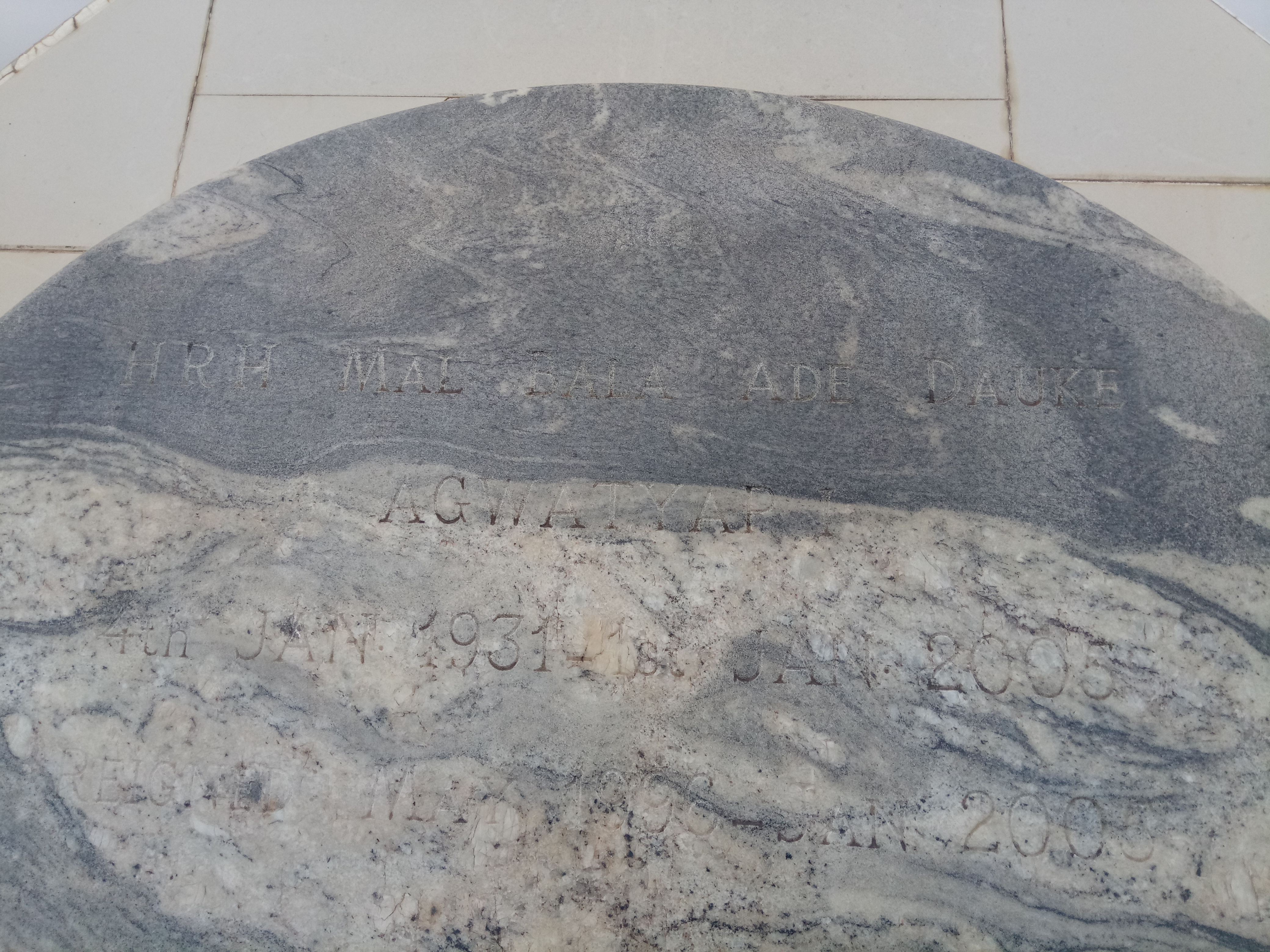
Piatra funerară, Agwam B.A. Dauke.